# Nathuram Godse
Nathuram Vinayak Godse (Baramati distrito de Pune, India, 19 de mayo de 1910-Ambala, 15 de noviembre de 1949) fue un militante nacionalista hindú, de Maharashtra, que el 30 de enero de 1948 asesinó a Mahatma Gandhi, una de las principales figuras del movimiento de independencia de la India.
Gandhi desaprobaba los conflictos religiosos que siguieron a la independencia de la India, defendiendo a los musulmanes en territorio hindú, factor causante del homicidio.
Nathuram fue ejecutado el 15 de noviembre de 1949. Sin embargo, el que se considera como instigador del asesinato, el presidente del partido Mahasabha, Vinaiak Dámodar Savarkar, quedó libre sin cargo alguno por falta de pruebas.

## Biografía
Nathuram Vinayakrao Godse nació en una familia de brahmanes Chitpavan de Maharashtra.  Su padre, Vinayak Vamanrao Godse, era empleado de correos; su madre era Lakshmi (née Godavari). Al nacer, se le llamó Ramachandra.  Nathuram recibió su nombre debido al temor de sus padres de que una maldición afectara a sus hijos varones, causada por la pérdida de sus tres hijos anteriores. Por lo tanto, el joven Ramachandra fue criado como una niña durante los primeros años de su vida, incluso le perforaron la nariz y le obligaron a usar un anillo en la nariz (nath en marathi). Fue entonces cuando se ganó el apodo de "Nathuram" (literalmente "Carnero con un anillo en la nariz"). Después de que nació su hermano menor, comenzaron a tratarlo como a un niño.
Godse asistió a la escuela local en Baramati hasta el quinto grado, después de lo cual fue enviado a vivir con una tía en Pune para que pudiera estudiar en una escuela de idioma inglés.[ cita requerida ]

## Trayectoria
Godse abandonó la escuela secundaria, trabajó como sastre y vendió fruta. Se convirtió en activista de las organizaciones nacionalistas hindúes Rashtriya Swayamsevak Sangh (RSS; Organización Nacional de Voluntarios) y Hindu Mahasabha, aunque las fechas exactas de su membresía son inciertas.
Cuando Godse terminó la educación secundaria, se volvió un activista nacionalista hindú. Ingresó en el Rashtriya Swayamsevak Sangh (RSS); su salida de la organización es controvertida. Fue particularmente opositor a las políticas separatistas de la Liga Musulmana. Godse comenzó en un diario Marathi el Hindú Mahasabha llamado Agrani, que cambió de nombre unos años después por Hindu Rashtra.
El Hindu Mahasabha inicialmente respaldaba las campañas de desobediencia civil de Gandhi contra el gobierno británico. Godse y sus mentores luego cambiaron de opinión y se volvieron contra Gandhi, pues sentían que Gandhi estaba sacrificando los intereses de la India por beneficiar los de los musulmanes. Culparon a Gandhi por la Partición de la India, que dejó cientos de miles de muertos a raíz de las persecuciones religiosas.
A principios de la década de 1940, Godse formó su propia organización, "Hindu Rashtra Dal" el día de Vijayadashami de 1942, aunque continuó siendo miembro de la RSS y la Hindu Mahasabha.

## Asesinato de Mahatma K. Gandhi
En mayo de 1944, Godse intentó asesinar a Gandhi con un cuchillo. Lideró un grupo de 15 a 20 jóvenes que se abalanzaron sobre Gandhi durante una reunión de oración en Panchgani. La multitud impidió que Godse y su grupo llegaran hasta Gandhi. Fue liberado debido a la propia política de Gandhi de negarse a presentar cargos penales.
En septiembre de 1944, Godse volvió a liderar a otro grupo para bloquear el paso de Gandhi desde Sevagram a Bombay. Esta vez Godse fue arrestado con una daga y profirió amenazas de muerte contra Gandhi. Fue liberado nuevamente debido a la política de Gandhi de no presentar cargos criminales.
A las 05:05 pm del 30 de enero de 1948, mientras Gandhi se dirigía a una reunión de oración en un césped elevado detrás de Birla House, una mansión en Nueva Delhi, donde se alojaba, Godse salió de la multitud que flanqueaba su camino hacia el estrado. Disparó tres balas en el pecho de Gandhi  a quemarropa con una pistola Beretta M1934. Gandhi cayó inmediatamente, dejando a la multitud que lo acompañaba en un estado de shock. Herbert Reiner Jr., un vicecónsul de 32 años de la nueva embajada estadounidense en Delhi, fue el primero en correr hacia adelante y agarrar a Godse por los hombros, haciéndolo girar hacia los brazos de algunos militares, quienes lo desarmaron. Aunque algunas personas comenzaron a golpearlo, no se defendió. Reiner luego sujetó a Godse por el cuello y los hombros hasta que se lo llevaron los militares y la policía. Reiner informó más tarde que en los momentos antes de detenerlo, Godse parecía un poco aturdido por la facilidad con la que había llevado a cabo su plan. Gandhi fue llevado de regreso a su habitación en Birla House, donde murió poco después.
Millones de indios lamentaron el asesinato de Gandhi; el Hindu Mahasabha fue vilipendiado y el Rashtriya Swayamsevak Sangh fue prohibido temporalmente. La RSS ha negado constantemente cualquier conexión con Godse. Ha mantenido que Godse "abandonó la RSS a mediados de los años 30". Sin embargo, el hermano de Nathuram Godse, Gopal Godse, afirmó que todos los hermanos Godse eran miembros de la RSS en el momento del asesinato y culpó a la RSS por repudiarlos.  Los demás miembros de la familia Godse también han negado que haya abandonado la RSS. Siguió ocupando el puesto de boudhik karyawah (trabajador intelectual) en la RSS hasta su muerte.

## Juicio y ejecución
Después del asesinato de Mahatma Gandhi, fue llevado a juicio el 27 de mayo de 1948. Durante el juicio, no refutó ningún cargo y reconoció abiertamente que había matado a Gandhi luego de una larga exposición de sus razones para hacerlo. El 8 de noviembre de 1949, Godse fue sentenciado a muerte. El equipo jurídico que defendía a Godse fue muy criticado por no haber aportado pruebas de que su cliente estaba mentalmente desequilibrado o de que había sido manipulado por otros.
Entre los que pidieron la conmutación de la pena de muerte para el acusado estaban los hijos de Gandhi, Manilal Gandhi y Ramdas Gandhi,  que afirmaban que los dos hombres en juicio eran peones de RSS y que, en cualquier caso, ejecutarlos por la muerte de su padre era deshonrar su memoria y su legado que incluía una firme oposición a la pena de muerte. Pese a las apremiantes peticiones de clemencia, el más íntimo compañero del profeta de la no violencia, Jawaharlal Nehru, se negó a intervenir para salvar la vida de Nathuram Godse. Al haber sido rechazado el indulto,  fue ahorcado en la cárcel de Ambala al amanecer del 15 de noviembre de 1949.

## Intentos de rehabilitación de su imagen
Me Nathuram Godse Boltoy (Habla Nathuram Godse) es una obra de dos actos escrita en lengua maratí por Pradeep Dalvi. Está basada en el libro May It Please Your Honour escrito por Gopal Godse. Según Karline McLain, la obra "representa la defensa de Godse" y, por lo tanto, "explora el asesinato de Gandhi y el juicio de Godse desde el punto de vista de Godse".
En 2014, tras el ascenso al poder del Partido Bharatiya Janata, la Hindu Mahasabha comenzó a intentar rehabilitar a Godse y retratarlo como un patriota. Pidió al Primer Ministro Narendra Modi que instalara un busto de Godse. Creó un documental Desh Bhakt Nathuram Godse (Patriota Nathuram Godse) para estrenarlo en el aniversario de la muerte de Gandhi el 30 de enero de 2015. Hubo intentos de construir un templo para Godse y celebrar el 30 de enero como Shaurya Diwas ("Día de la valentía"). Se presentó una demanda civil en el Tribunal de Pune pidiendo la prohibición del documental.
En mayo de 2019, en vísperas de la fase final de las elecciones indias, la candidata del BJP de Bhopal, Pragya Thakur, llamó a Godse "patriota".  Ante una intensa reacción negativa, se disculpó más tarde.
A medida que la política hindutva se fue extendiendo en la India, hubo intentos de conmemorar a Godse. Se propuso cambiar el nombre de la ciudad de Meerut en su honor, pero el magistrado del distrito descartó la posibilidad de tal cambio de nombre.Se propuso rebautizar la ciudad de Meerut con su nombre, pero el magistrado del distrito descartó la posibilidad.

## En la literatura
- Nine Hours to Rama, Stanley A. Wolpert (1962).[39][40]
- Gandhi's Assassin: The Making of Nathuram Godse and His Idea of India. Dhirendra K. Jha (2023).[41]
- Gandhi Godse - Ek Yudh (2023).[42]
- Godse's Children: Hindutva Terror in India. Subhash Gatade (2011).[43]